# Лазар Миовски
Лазар (Лазо) Павлов (Стефанов) Миовски – Желевар е български революционер, деец на Вътрешната македоно-одринска революционна организация.

## Биография
Лазар Миовски е роден през 1884 година в костурското село Косинец, тогава в Османската империя. Присъединява се към ВМОРО и през Илинденско-Преображенското въстание е разузнавач на четите.
Първо е четник при Иван Наумов Алябака. По-късно влиза в четата на Атанас Кършаков.
След въстанието емигрира в Аржентина.